# KZKT-7428 Russitsch
Der KZKT-7428 Russitsch (russisch КЗКТ-7428 «Русич») ist eine schwere Sattelzugmaschine mit Allradantrieb des russischen Herstellers Kurganski Sawod Koljosnych Tjagatschei. Der Lastwagen wurde von 1990 bis 2011 in verschiedenen Varianten in Serie produziert und ist zum Ziehen von Sattelaufliegern, hauptsächlich als Panzertransporter, vorgesehen.

## Entstehungsgeschichte
Bereits in den 1970er-Jahren gab es Ansätze, den ersten weit verbreiteten und mittlerweile veralteten sowjetischen Panzertransporter MAZ-537 durch eine neue Konstruktion zu ersetzen. Hauptaufgabe der Entwickler im Kurganski Sawod Koljosnych Tjagatschei (KZKT) war es, die Motorleistung des Fahrzeugs zu erhöhen. Mitte der 1970er-Jahre gab es die Prototypen KZKT-545 (mit Dieselmotor W38 und Doppelkabine) und den KZKT-7426 (mit Dieselmotor D12A-650), die beide nicht in Serie gingen. Grund war vor allem die Knappheit an den leistungsstarken Panzermotoren, die für die beiden Modelle hätten verwendet werden sollen.
1978 ergingen von politischer Ebene weitere Beschlüsse an KZKT, Zugmaschinen mit Anhängelasten von 150, 300 und 600 Tonnen zu entwickeln. Ergebnis dieses Auftrags war der KZKT-7427, der mit einem Dieselmotor vom Typ D-12AN-650 (38,88 Liter Hubraum) ausgerüstet wurde. Auch hier war das Problem die schlechte Verfügbarkeit. Außerdem hatten die Motoren zu geringe Standzeiten, bereits nach einem Jahr normalem Betrieb wären sie verschlissen gewesen. So wurde beschlossen, statt des Panzermotors einen anderen V12-Dieselmotor vom Typ JaMZ-8401 aus dem Jaroslawski Motorny Sawod zu verwenden. Auch er leistet 650 PS (478 kW), hat aber einen geringeren Hubraum von knapp 26 Litern. 1985 wurden die Fahrzeuge erprobt.
Auf Basis der Erfahrungen mit den Modellen KZKT-7426 und KZKT-7427 wurde Ende der 1980er-Jahre der KZKT-7428 gebaut. KZKT verwendete die gleiche Version des JaMZ-8401-Dieselmotors wie verschiedene Muldenkipper des belarussischen Herstellers BelAZ. Die Lastwagen bestanden alle Tests und wurden staatlichen Stellen zur Serienproduktion empfohlen. Diese begann 1990.
Gegenüber dem MAZ-537 wurden hauptsächlich das Führerhaus, das Getriebe und der Motor auf den neuesten technischen Stand gebracht. Letzterer befindet sich direkt hinter dem neu gestalteten Führerhaus, das außer dem Fahrer fünf weiteren Personen Platz bietet. Typischerweise hat der Lastwagen Allradantrieb, alle Achsen sind einzeln bereift. KZKT fertigte außer der vierachsigen Version (8×8) auch Modelle mit drei (6×6) und fünf Achsen (10×8). Die Produktion endete spätestens als der Hersteller 2011 nach Insolvenz aufgelöst wurde.

## Modellvarianten

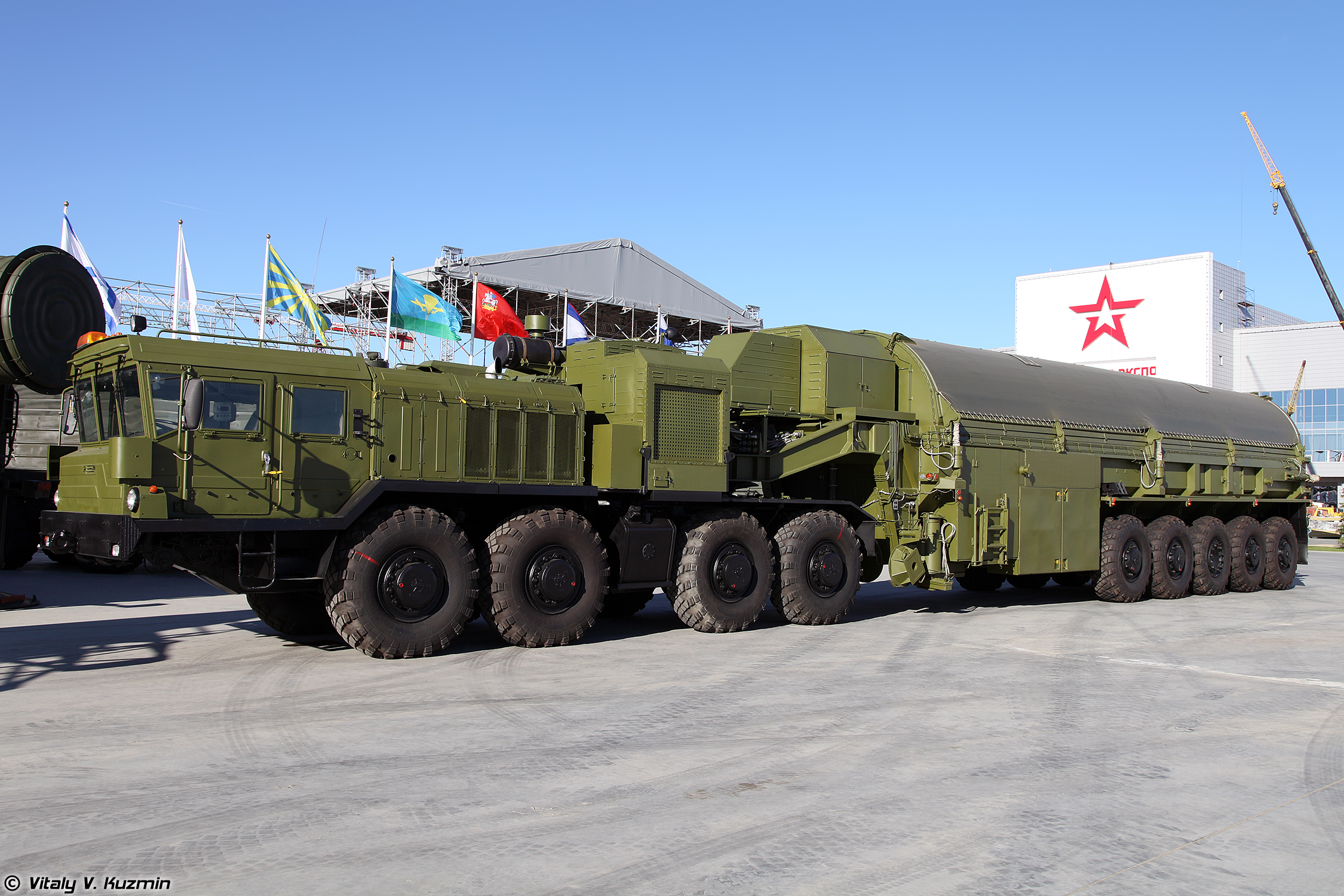
KZKT-74281 mit Sattelauflieger zum Raketentransport (2016)

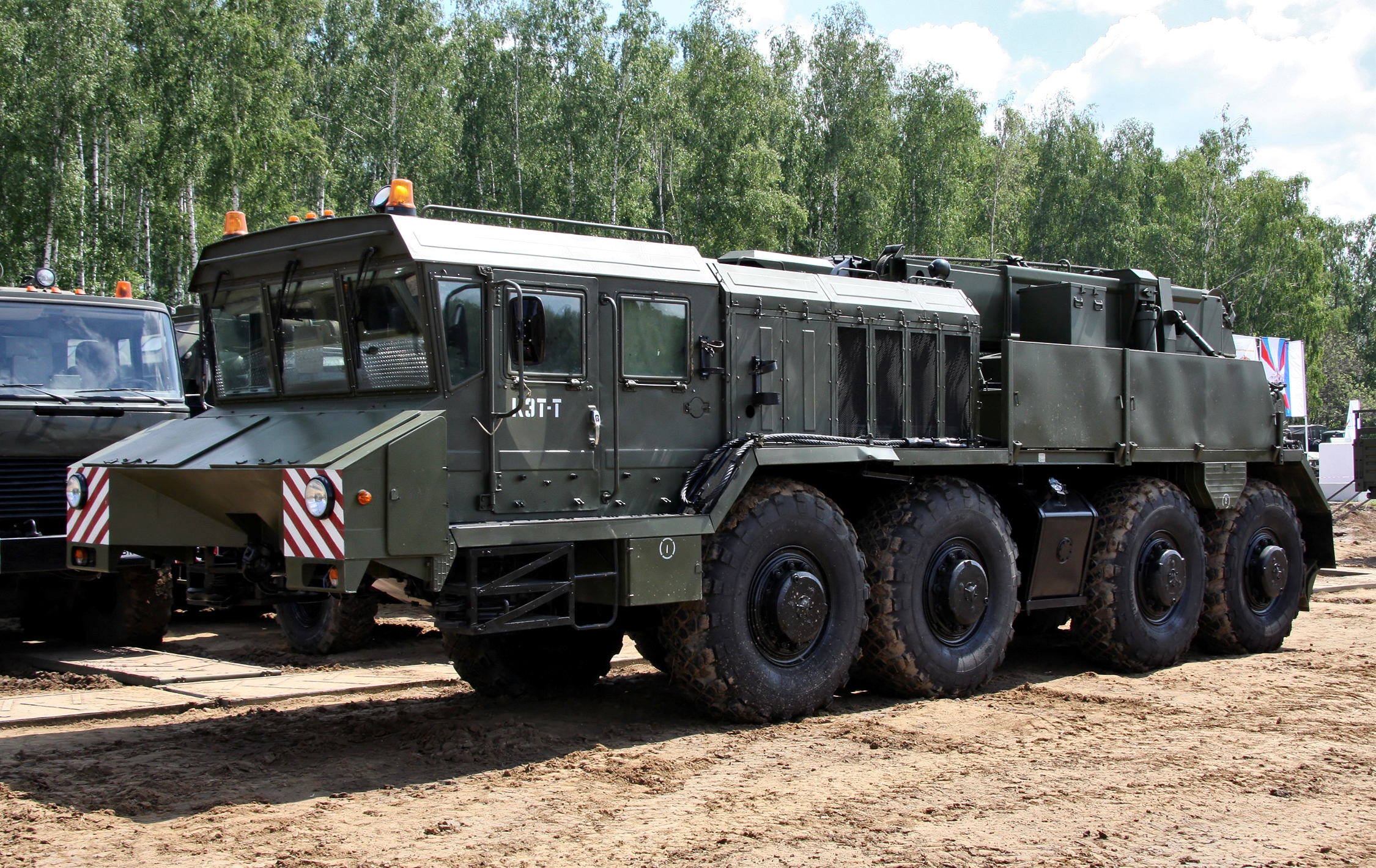
KET-T auf KZKT-7428-012-Chassis

Die nachfolgende Liste erhebt keinen Anspruch auf Vollständigkeit.
- KZKT-7428 – Grundversion als Sattelzugmaschine, in Serie gefertigt ab 1990
- KZKT-7428-011 – mit Dieselmotor KTA19-C650 von Cummins Engine der ebenfalls 650 PS leistet
- KZKT-7428-012 – mit Dieselmotor D-12A-525 mit 525 PS Leistung
- KZKT-7428-014 – in Kombination mit zwei Nachläufern vom Typ KZKT-9003 als Transporter für Pipeline-Rohre
- KZKT-74281 – Sattelzugmaschine mit 15-Tonnen-Seilwinde, produziert seit 1990
- KZKT-74282 – Die Ausführung KZKT-74282 mit Ballastpritsche zur Traktionserhöhung wird als Schwerlasttransporter oder Flugzeugschlepper eingesetzt. Mit einem speziell untersetzten Getriebe kann das Fahrzeug auf dem Rollfeld Flugzeuge mit einem Gesamtgewicht von bis zu 200 Tonnen bzw. auf unbefestigten Straßen Lasten bis zu 75 Tonnen bewegen. Außerdem hat das Fahrzeug eine Seilwinde.
- KZKT-74283 – Sattelzugmaschine mit geänderter Sattelkupplung, 1991 entwickelt, wohl keine Serienfertigung.
- KZKT-74284 – Prototyp für den Betrieb mit angetriebenen Sattelaufliegern bis 70 Tonnen Gesamtgewicht. Das Fahrzeug verfügt über zusätzliche Aggregate hinter dem Fahrerhaus.
- KZKT-74286 – Zivile Variante als Sattelzugmaschine mit JaMZ-240NM1B-Dieselmotor mit 500 PS. Die Getriebeübersetzung wurde geändert und die Höchstgeschwindigkeit auf 55 km/h begrenzt. Kühl- und Schmiersystem wurden modifiziert und militärische Ausrüstung wie Waffenhalter etc. entfernt, in Serie gebaut ab 1993.
- KZKT-74286-014 – ziviler Pipeline-Rohrtransporter
- KZKT-74287 – zivile Sattelzugmaschine für Auflieger bis 90 Tonnen, gebaut ab 1995, Höchstgeschwindigkeit 45 km/h
- MTP-A4 – auch als Erzeugnis 6965 bezeichnet, ein militärisches Bergefahrzeug basierend auf dem KZKT-7428
- KZKT-8003 – Fahrgestell ohne Aufbau mit drei Achsen und Allradantrieb (6×6)
- KZKT-8005 – Fahrgestell ohne Aufbau mit vier Achsen und Allradantrieb (8×8)
- KZKT-8014 – Fahrgestell ohne Aufbau und mit fünf Achsen (10×8)
- KET-T und KET-TM – Das schwere Bergefahrzeug KET-T bzw. KET-TM basiert auf dem Chassis KZKT-7428-012. Es wurde entwickelt, um das KET-T auf Basis des MAZ-537 abzulösen.

## Technische Daten
Der Hersteller bot mehrere Versionen des KZKT-7428 an, im Folgenden erfolgt eine Auflistung in tabellarischer Form.

Quelle der Daten
|                           | KZKT-7428-011   | KZKT-7428-013      | KZKT-74286      | KZKT-74287      | KZKT-74282                                                         |
| ------------------------- | --------------- | ------------------ | --------------- | --------------- | ------------------------------------------------------------------ |
| Antriebsformel            | 8×8             | 8×8                | 8×8             | 8×8             | 8×8                                                                |
| Sitzplätze im Kabinenraum | 5+1             | 5+1                | 5+1             | 5+1             | 5+1                                                                |
| Länge                     | 10.060 mm       | 10.060 mm          | 10.060 mm       | 10.060 mm       | 10.347 mm                                                          |
| Breite                    | 2880 mm         | 2880 mm            | 2880 mm         | 2880 mm         | 3300 mm                                                            |
| Höhe                      | 3063 mm         | 3063 mm            | 3063 mm         | 3063 mm         | 3300 mm                                                            |
| Motortyp                  | JaMZ-8401.10-14 | Cummins KTA19-C650 | JaMZ-240NМ1B    | JaMZ-8401.10-14 | JaMZ-8401.10-14                                                    |
| Hubraum                   | 25,86 l         | N/A                | 22,30 l         | 25,86 l         | 25,86 l                                                            |
| Motorleistung             | 478 kW (650 PS) | 478 kW (650 PS)    | 368 kW (500 PS) | 478 kW (650 PS) | 478 kW (650 PS)                                                    |
| Leergewicht               | 23,7 t          | 23,7 t             | 22,8 t          | 25,0 t          | ---                                                                |
| Auflieger                 | max. 100 t      | max. 100 t         | max. 70 t       | max. 100 t      | ---                                                                |
| Zulässiges Gesamtgewicht  | 123,7 t         | 123,7 t            | 122,8 t         | 125 t           | 41,6 t                                                             |
| Tankinhalt                | 900 l           | 900 l              | 900 l           | 900 l + 840 l   | 900 l                                                              |
| Höchstgeschwindigkeit     | 65 km/h         | 65 km/h            | 55 km/h         | 45 km/h         | 65 km/h (auf der Straße) 20 km/h (beim Schleppen eines Flugzeuges) |